# Zichy Pál (várkapitány)

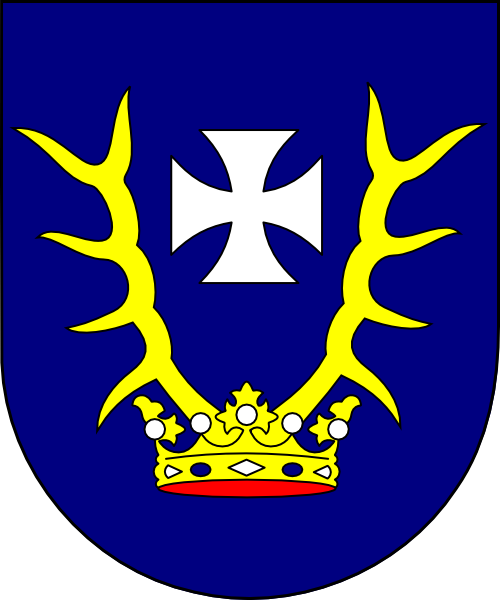
A Zichy család címere

Zicsi Zichy Pál (fl. 1598–1638), a győri végek alkapitánya, veszprémi főkapitány, földbirtokos.

## Élete
Az ősrégi dunántúli előkelő nemesi zicsi Zichy családnak a sarja. Apja zicsi Zichy György (fl. 1548–1604), Moson és Vas vármegye alispánja, földbirtokos, anyja sávolyi Josa Ilona. Az apai nagyszülei zicsi Zichy Rafael (fl. 1531–1584), Zala vármegye alispánja, földbirtokos, és szentbalázsi Zele Erzsébet (fl. 1531) voltak. Az anyai nagyszülei sávolyi Josa Farkas (fl. 1522–1558), földbirtokos és rumi és rábadoroszlói Rumy Zsófia voltak. Féltestvérei Zichy Benedek (fl. 1604–1635), szolgabiró, földbirtokos, akinek a neje felsőszelestei Soeber Erzsébet, valamint Zichy Mihály (fl. 1583–1641), Vas vármegye alispánja, földbirtokos, akinek a hitvesei nemesdömölki Dömölky Katalin, majd szentjakabi Petheő Katalin voltak.
1614-ben veszprémi kapitány lett buzini Keglevich György helyett. 1615-ben Zichy Pál, a veszprémi vár kapitánya évi 1700 forintért bérbe vette a Veszprém és Palota környéki falvakat.
Zichy Pál korának minden küzdelméből kivette részét. Kitett magáért a török elleni harcokban, de királyához hitéhez való hűségéért meg is szenvedett. Mikor Bethlen Gábor hadai, 1619-ben megszállták Veszprém várát, Zichy Pál védelmére készült, de a helyőrség fellázadt és őt megadásra akarta kényszeríteni, "Midőn a bennvaló, nagyobb részére kálvinistaságból álló vitézi nép, arra sem szép szókkal, se igéretekkel reá nem birhatná, hogy a várat föl adná, letérdepeltették, hogy a fejét elüssék, melyet ő nagy készen megcselekedett inkább, hogysem ura, hüti és hivsége ellen vétsen". Végre az őrség református prédikátora mentette meg életét. A vár kulcsait tőle erővel vették el és őt: magát minden javaitól megfosztván, a várból kivetették. Így esett Zichy Pál Bethlen Gábor erdélyi fejedelem fogságába; közel másfél éves raboskodás után 1622 tavaszán Kassáról csak több ezer forintos váltságdíjért szabadulhatott.
1625-ben Breuner győri főkapitány maga mellé vice-kapitánynak Zichy Pál veszprémi kapitányt javasolta, aki kérte, hogy a veszprémi javakat győri alkapitányként is megtarthassa. 1635-ben mégmindig a győri végek alkapitányáként szolgál. 1638-ban hunyt el.

## Házasságai és leszármazottjai

A csábi Chaby családnak a címere

Feleségül vette a dunántúli nemesi származású csábi Chaby Sára kisasszonyt, akinek a szülei csábi Chaby Mihály (fl. 1611–1616), tatai vár főkapitány, földbirtokos és az Ákos nemzetségbeli pölöskefői Eördögh Katalin (fl. 1617) voltak. Az apai nagyszülei Chaby Péter (fl. 1551–1578), földbirtokos és a Gutkeled nemzetségbeli Marcaltői Katalin (fl. 1549) voltak. Az anyai nagyszülei pölöskefői Eördögh Ferenc, földbirtokos és a csébi Pogány családnak a sarja, csébi Pogány Anna (fl. 1622) voltak; pölöskefői Eördögh Ferencné csébi Pogány Annának a szülei csébi Pogány Péter (fl. 1516–†1538), földbirtokos és szerdahelyi Dersffy Erzsébet voltak. Zichy Pálné Csáby Sárának az apai nagyapai dédszülei Csáby Mihály, földbirtokos és némai Kolos Orsolya, akinek az apja némai Kolos László (fl. 1481–1507), 1507-ben Drégely vára várnagya, 1493-ban a visegrádi vár várnagya, koronaőr, földbirtokos volt. Chaby Péterné Marczaltőy Katalinnak az apja Marczaltőy Dömötör (fl. 1474–1523) jómódú földbirtokos volt. Zichy Pál a felesége révén az oroszvári uradalomnak és a némai Kolos-vagyonnak is részbirtokosa volt, Csáby Sára pedig szintén a Kolos-örökösök közé tartozott. Zichy Pál és Csáby Sára frigyéből született:
- Zichy Rafael.
- gróf zicsi és vázsonykői Zichy István (Veszprém, 1616. szeptember 8. – Oroszvár, 1693. március 15.) tárnokmester, császári és királyi tábornok, koronaőr, Moson vármegye főispánja, aranysarkantyús vitéz, nagybirtokos, királyi tanácsos, kamarás, 1655-től báró, majd 1679-től gróf.
- Zichy Erzsébet. 1.f.: oroszvári Körtvélyessy János, földbirtokos. 2.f.: rajki Rajky János, Moson vármegye alispánja, földbirtokos.
- Zichy Éva